# 8888 Uprising
Der Volksaufstand 8888 Uprising war eine friedliche Volkserhebung für Demokratie, die am 8. August 1988 in der damaligen birmanischen Hauptstadt Rangun von Studenten ausging.
Der Aufstand endete am 18. September 1988 mit seiner blutigen Niederschlagung durch das Militär unter Saw Maung und der Absetzung des seit einem Monat amtierenden zivilen Präsidenten Maung Maung. Tausende, meist Mönche und Zivilisten (hauptsächlich Studenten), wurden dabei durch die birmanische Armee (Tatmadaw) getötet.

## Verlauf
Ab 1962 wurde Birma vom Regime des Generals und früheren Unabhängigkeitskämpfers Ne Win, der gegen seinen demokratisch agierenden Weggefährten U Nu geputscht hatte, autokratisch geführt. Im November 1987 boykottierten Studenten eine Entscheidung der Regierung, die Inlandswährung Birmas zurückzuziehen. Auslöser für die Unruhen war, dass Ne Win am 5. September 1987 neue Banknoten zu 45 und 90 Kyat ausgeben und die gängigen Werte zu 25, 35 und 75 Kyat kompensationslos entwerten ließ, wodurch ein Großteil des Vermögens der Bevölkerung schlagartig wertlos wurde.
Daraufhin protestierten Studenten des Rangoon Institute of Technology (jetzt Yangon Technological University, YTU) innerhalb des Campus in Rangun. Im Zuge dessen wurde am 13. März 1988 der Student Phone Maw vor dem Hauptgebäude der YTU vom birmanischen Militär getötet, was weitere Proteste nach sich zog. Nach Ne Wins Rücktritt vom Vorsitz der Staatspartei Burma Socialist Programme Party (BSPP) am 27. Juli 1988 – Präsident war er formal schon seit 1981 nicht mehr gewesen – übernahm Sein Lwin den Parteivorsitz und wurde Staatspräsident.
Die birmanische Bevölkerung, Beamte, buddhistische Mönche, Soldaten, Lehrer und Krankenhauspersonal stellten sich schnell auf die Seite der Studenten. Die ruhig geführten Demonstrationen in den Straßen von Rangun verbreiteten sich in weitere Städte des Landes.
Am 8. August 1988 – bekannt als 8-8-88 – nahmen Hunderttausende an den Protesten im ganzen Land teil und verlangten Demokratie. Ne Win warnte davor, dass das Militär auf die Demonstranten schießen würde. Am 19. August 1988 folgte der Zivilist Maung Maung Sein Lwin, der nach brutalen Kämpfen gegen die Aufständischen nach wenigen Wochen zurücktrat, im Amt des Staatspräsidenten sowie als Parteivorsitzender. Am 26. August hielt Aung San Suu Kyi, Tochter des Volkshelden Aung San, der unter anderem Ne Win zur militärischen Ausbildung verholfen hatte, vor der Shwedagon-Pagode ihre erste Rede, in der sie sich für eine „demokratische Entwicklung in Birma“ einsetzte und zur nationalen Ikone aufstieg. Die Studentenführer erließen einen Satz von zehn Forderungen zur Wiederherstellung einer demokratischen Regierung in Birma.
Das Militär stürzte am 18. September 1988 die Regierung von Maung Maung und rief das Kriegsrecht aus, das General Saw Maung mit unbeschränkter Gewalt zur Unterdrückung der Demonstrationen versah. Die Demokratiebewegung wurde noch am gleichen Tag vom Militär mit Gewalt niedergeschlagen. Nach Angaben von Menschenrechtsgruppen wurden dabei 3000 Demonstranten getötet und viele verschleppt, die militärische Regierung hingegen sprach von einigen Dutzend Toten.

## Nachwirkungen
Das neue Militärregime unter Saw Maung etablierte sich unter dem Namen Staatsrat für Wiederherstellung von Recht und Ordnung, verbot unter anderem jegliche Versammlungen von mehr als vier Personen und ging auf brutale Weise gegen Zuwiderhandlungen vor. Trotzdem gründete Aung San Suu Kyi am 27. September 1988 unter anderem zusammen mit den früheren Militärs Tin Oo, Kyi Maung und Aung Gyi die Oppositionspartei Nationale Liga für Demokratie (NLD), deren Führung sie als Generalsekretärin übernahm, während Aung Gyi, in der Frühphase der Diktatur die Nr. 2 im Staat, der erste Vorsitzende wurde, aus Protest gegen die seiner Ansicht nach zunehmend kommunistische Ausrichtung aber noch 1988 austrat. 1990 gewann ihre Partei die Wahlen, das Ergebnis wurde aber von den Militärs nicht anerkannt. Aung San Suu Kyi wurde unter Hausarrest gestellt. Am 10. Juli 1995, nach rund sechs Jahren, wurde der Hausarrest aufgehoben. Als Saw Maung am 23. April 1992 infolge einer Palastrevolte aus „gesundheitlichen Gründen“ zurücktrat, rückte Than Shwe als Vorsitzender der Junta nach. Dieser wurde damit Regierungschef, Verteidigungsminister und Oberbefehlshaber der Streitkräfte.
Nach dem Aufstand von 1988 fand eine Reihe weiterer Demonstrationen statt, die alle durch die Militärjunta unterdrückt wurden. Die größten Demonstrationen fanden im August und September 2007 statt (siehe Demonstrationen in Myanmar 2007).

## Sonstiges
Der Aufstand von 1988 war Hintergrund des Films Rangoon.